# Марлиерия
Марлиерия (порт. Marliéria) — муниципалитет в Бразилии, входит в штат Минас-Жерайс. Составная часть мезорегиона Вали-ду-Риу-Доси. Входит в экономико-статистический микрорегион Ипатинга. Население составляет 4417 человек на 2006 год. Занимает площадь 546,255 км². Плотность населения — 8,1 чел./км².

## История
Город основан 13 декабря 1953 года. 

## Статистика
- Валовой внутренний продукт на 2003 год составляет 11 272 241,00 реалов (данные: Бразильский институт географии и статистики).
- Валовой внутренний продукт на душу населения на 2003 год составляет 2654,79 реалов (данные: Бразильский институт географии и статистики).
- Индекс развития человеческого потенциала на 2000 год составляет 0,731 (данные: Программа развития ООН).